# Mứt bia

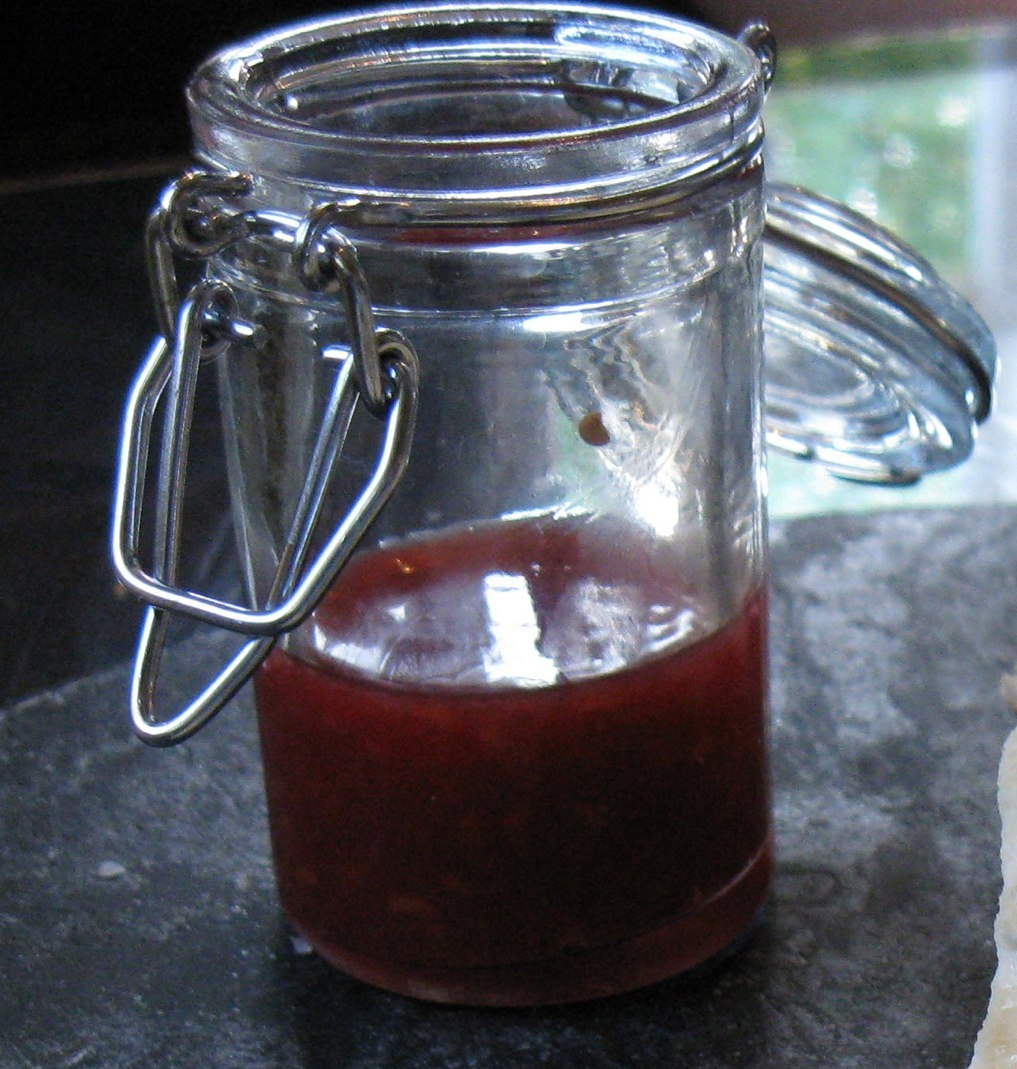
Mứt bia mâm xôi-vani

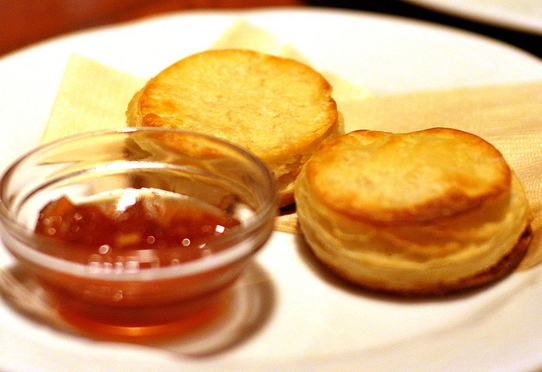
Mứt bia anh đào ăn kèm bánh scone

Mứt bia còn được gọi là thạch bia, là một loại mứt được chế biến với bia là thành phần chính. Nó có thể là mứt ngọt hoặc mặn, và một số loại có độ sệt như siro. Nó có thể được sử dụng để tráng men thịt và rau hoặc làm gia vị. Một số công ty sản xuất mứt bia thương mại đã có mặt trên thị trường.

## Tổng quan
Thành phần chính của mứt bia là bia. Do quá trình bay hơi cồn trong quá trình nấu, mứt bia có thể không chứa cồn. Nhiều loại bia khác nhau, chẳng hạn như bia ale, bia đen và bia stout cũng được sử dụng.
Một số loại mứt bia có độ sệt như siro thay vì giống mứt hoặc thạch, đồng thời chúng thường được sử dụng trong đồ uống hỗn hợp và cocktail, chẳng hạn như mứt bia Manhattan.
Các loại mứt bia đơn giản có thể chỉ bao gồm bia và pectin, nhưng các loại khác, cả loại ngọt và loại mặn thì thành phần phức tạp hơn. Các loại ngọt có thể bao gồm đường, hạt tiêu Jamaica, đinh hương, vỏ cam, hồi, chanh và hạt vani, trong khi các loại mặn có thể sử dụng cà chua, hẹ, phô mai Parmesan bào, dầu ô liu, hương thảo, giấm balsamic và đường hoặc đường nâu làm nguyên liệu.

## Sử dụng
Mứt bia có thể được dùng làm nhân bên trong các loại bánh nướng như bánh quy, làm lớp tráng men trên các món thịt và rau, và để ăn kèm với các loại thực phẩm như pho mát, thịt nguội và bánh quy giòn.

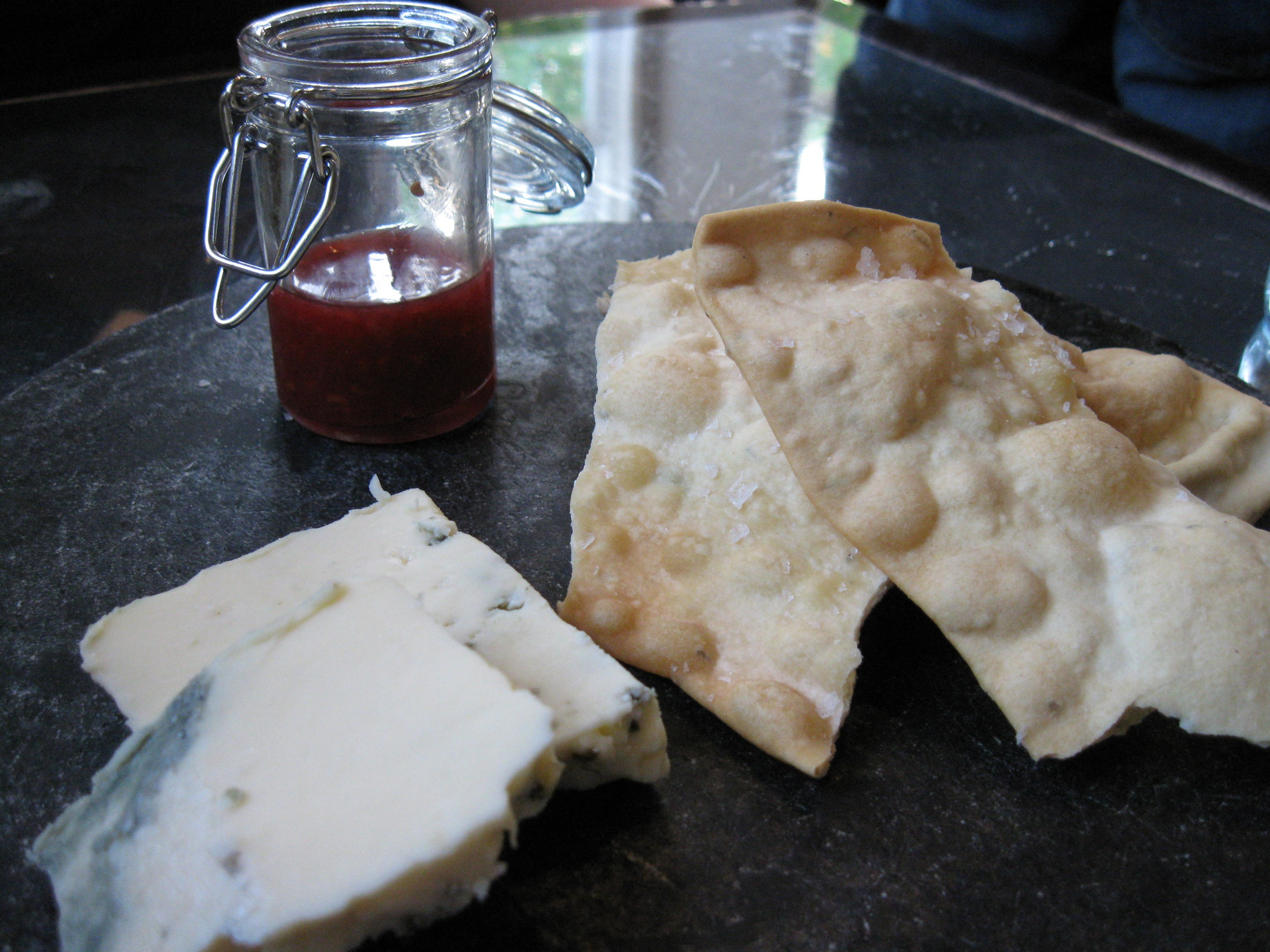
Mứt bia mâm xôi-vani với bánh mì dẹt và phô mai xanh
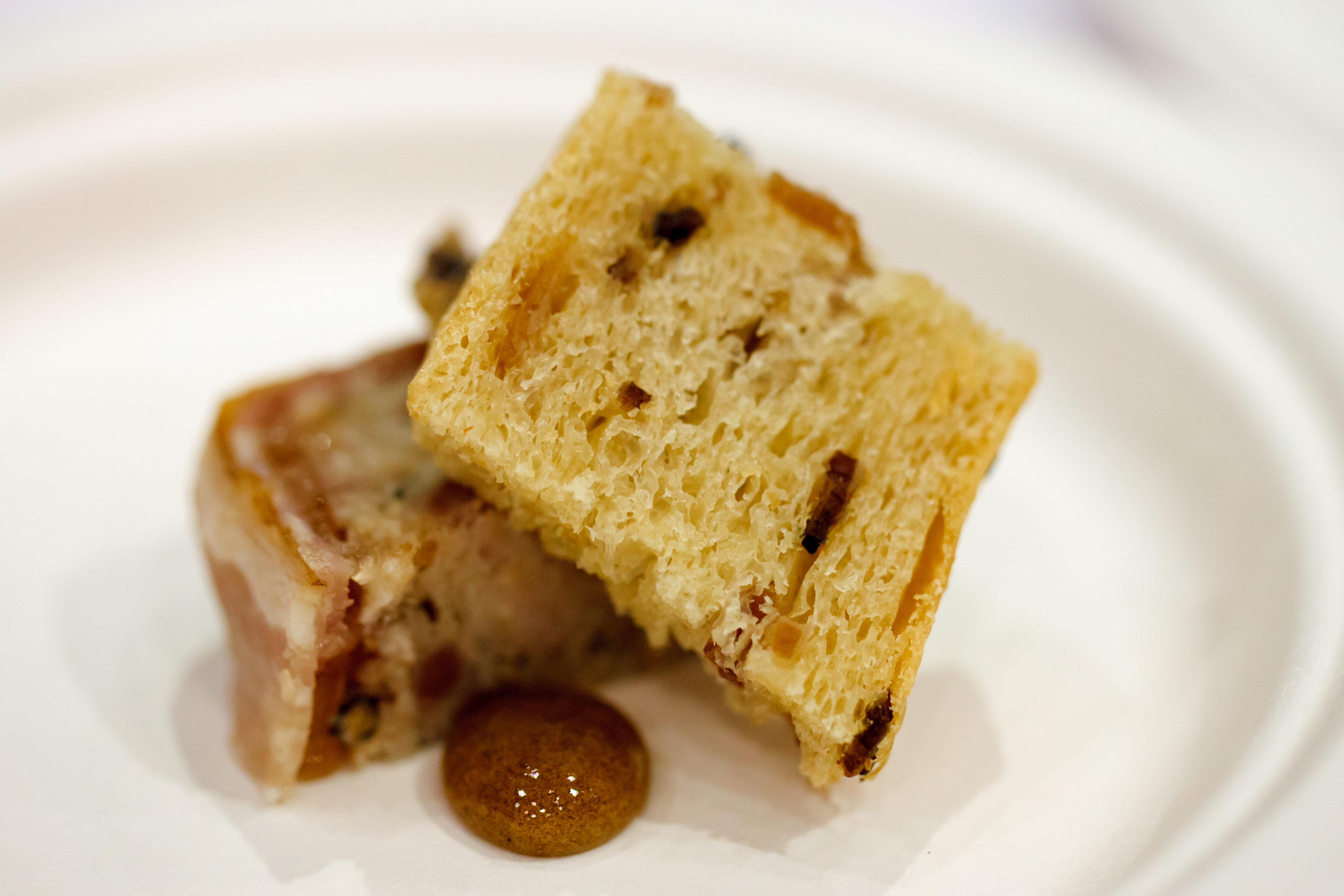
Một viên mứt bia aspic được chế biến với patê thịt xông khói (ở dưới)
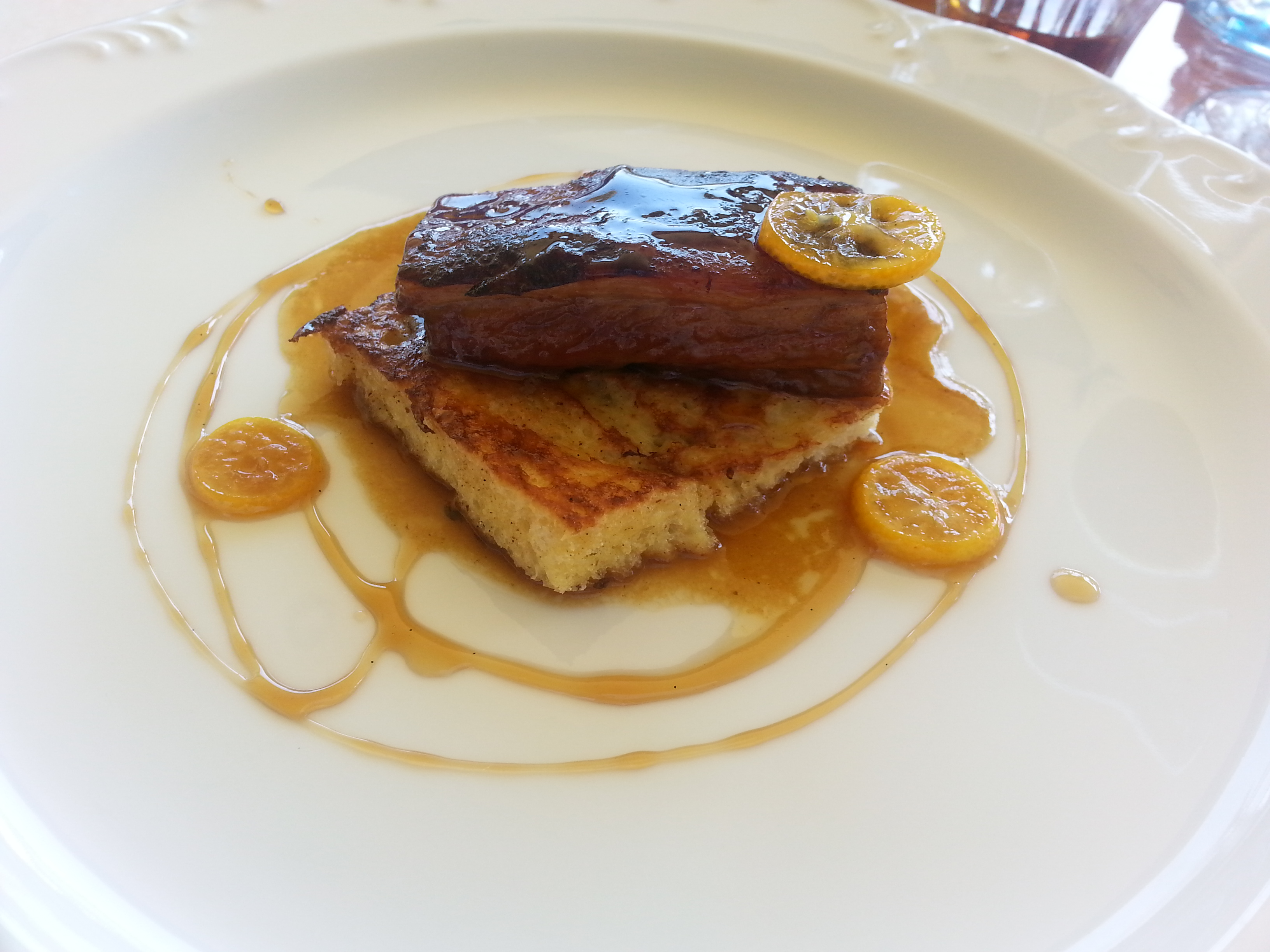
Bánh mì nướng kiểu Pháp và thịt ba chỉ heo ăn kèm với mứt bia

## Các sản phẩm thương mại
Một số loại mứt bia thương mại được sản xuất và bán ra thị trường như Al's Backwoods Berrie Co. ở Plymouth, Massachusetts, sản xuất mứt bia được chế biến từ bia mùa đông Cold Snap cay nồng của Samuel Adams. Cleveland Jam ở Cleveland, Ohio sản xuất và tiếp thị mứt bia và mứt rượu. Tính đến tháng 7 năm 2015, Cleveland Jam được chế biến tại nhà của James Conti. Potlicker Kitchen ở Stowe, Vermont chế biến mứt bia hoàn toàn bằng cách chỉ sử dụng pectin trái cây của họ cam quýt, giúp làm đặc mứt và đường mía để làm ngọt sản phẩm. Mứt bia Potlicker Kitchen bao gồm các hương vị như bia đen, bia đen yến mạch, IPA và Hefeweizen, và có hàm lượng cồn là 0,5%. Tất cả các sản phẩm của Potlicker Kitchen đều được sản xuất bằng bia sản xuất tại địa phương và hầu hết cồn đều bay hơi trong quá trình nấu. Birra Spalmabile là một thương hiệu mứt bia sôcôla ở Vương quốc Anh được phát minh thông qua sự hợp tác giữa một nhà sản xuất bia Ý và một nhà sản xuất sôcôla của Ý. Nó được mô tả là tương tự như Nutella có hương vị bia.